# Síndrome de Woodhouse Sakati
El síndrome de Woodhouse Sakati es una enfermedad genética muy rara con 76 pacientes procedentes de 32 familias en el mundo,
de tipo autosómico recesivo, que se manifiesta con hipogonadismo, diabetes mellitus, hipotiroidismo; alopecia que comienza en la niñez y trastornos neurológicos progresivos: movimientos extrapiramidales, sordera neurosensorial y discapacidad intelectual.